# Carl Strano
Carl Strano is een Amerikaans acteur. Strano speelde gastrollen in series als Hill Street Blues, The A-Team, Dynasty en Knight Rider.
Verder speelde Strano rolletjes in films als Fear City (1984) en Dreamscape (1984).

## Filmografie
- Gangster Wars (1981) - Eerste schurk
- House Calls Televisieserie - Rol onbekend (Afl., Con-Con, 1982)
- T.J. Hooker Televisieserie - Lester Jordan (Afl., A Cry for Help, 1982)
- The Powers of Matthew Star Televisieserie - Omar Mustafa (Afl., Brain Drain, 1983)
- Knight Rider Televisieserie - Fredericks (Afl., Soul Survivor, 1983)
- Nadia (Televisiefilm, 1984) - Nicholae Vieru
- The Outlaws (Televisiefilm, 1984) - Eddie Sawyer
- Fear City (1984) - Priester
- Dreamscape (1984) - Edward Simms
- Hill Street Blues Televisieserie - Phillip Barletta (Afl., Fuched Again, 1984|Low Blow, 1984)
- Space Rage (1985) - Aanklager
- Dynasty Televisieserie - Yuri (Afl., Kidnapped, 1985|The Heiress, 1985|Royal Wedding, 1985|The Aftermath, 1985|The Homecoming, 1985)
- Riptide Televisieserie - Balmer (Afl., Requiem for Icarus, 1985)
- The A-Team Televisieserie - Nicky (Afl., Judgment Day: Part 1 & 2, 1985)
- The A-Team Televisieserie - Richie Ifker (Afl., The Trouble with Harry, 1986)
- Beauty and the Beast Televisieserie - Roth (Afl., Ozymandias, 1988)
- L.A. Law Televisieserie - Rol onbekend (Afl., New Kidney on the Block, 1990)
- Eyewitness to Murder (1991) - Breslin
- Wishman (1991) - Dr. Carp
- Hunter Televisieserie - Richard Campos (Afl., Shadows of the Past, 1991)
- Dangerous Women Televisieserie - Roy Scott (1991)
- Picket Fences Televisieserie - Bruce Christopher (Afl., Fetal Attraction, 1993)
- Vicious Kiss (1995) - Hector
- Family Matters Televisieserie - Stan (Afl., Wedding Bell Blues, 1995)
- VR.5 Televisieserie - Rol onbekend (Afl., Love and Death, 1995)
- Melrose Place Televisieserie - Bob McGovern (Afl., Grand Delusions, 1994|Another Perfect Day in Hell, 1995|A Hose by Any Other Name, 1995)
- If Looks Could Kill (Televisiefilm, 1996) - Plastisch chirurg
- Infinity (1996) - Plattelandsdokter #2
- Breast Men (1997) - Shane
- Mike Hammer, Private Eye Televisieserie - Dominic Atlas (Afl., The Life You Save, 1998)
- Beverly Hills, 90210 Televisieserie - Rol onbekend (Afl., All That Glitters, 1998)
- Back to Even (1998) - Dokter
- The District Televisieserie - Militia Man (Afl., Dirty Laundry, 2000)
- Terror Tract (2000) - Politiechef (Segment Nightmare)
- The Big Day (2001) - William
- Soulkeeper (2001) - Chief Bedowin